# Chlorocoris flaviviridis
Chlorocoris flaviviridis är en insektsart som beskrevs av Barber 1914. Chlorocoris flaviviridis ingår i släktet Chlorocoris och familjen bärfisar. Inga underarter finns listade i Catalogue of Life.